# Adesmus borgmeieri
Adesmus borgmeieri là một loài bọ cánh cứng trong họ Cerambycidae.